# Verbe dénominal
En grammaire, un  verbe dénominal ou dénominatif est un verbe dérivé d'un nom au moyen d'une opération morphologique telle que l'ajout d'un affixe, ou par dérivation zéro. En français par exemple, balayer est tiré de balai.

## Relation avec les marques de voix
Jacques (2012) a montré que l'incorporation dans les langues rGyalrong provient de la dérivation dénominale de composés noms-verbes. Jacques (2014) a également montré que les préfixes d'antipassif et d'applicatif en japhug proviennent de la grammaticalisation de dérivations dénominales de noms déverbaux.